# Thea Pick
Thea Pick ist eine ehemalige deutsche Fußballspielerin.

## Karriere
Pick gehörte von 1975 bis 1987 dem TSV Siegen als Stürmerin an. Von 1975 bis 1978 bestritt sie Punktspiele in der Bezirks- und anschließend bis 1981 in der Landesliga Westfalen. In diesem Zeitraum gewann sie mit ihrer Mannschaft dreimal die Westfalenmeisterschaft, die jeweils die Teilnahme an der Endrunde um die Deutsche Fußballmeisterschaft bedeutete. 1976 scheiterte man im Halbfinale beim späteren Deutschen Meister FC Bayern München mit 2:3, 1978 und 1979 jeweils im Viertelfinale an Kickers Offenbach nach Hin- und Rückspiel mit 1:3 und am TV Jahn Delmenhorst mit 1:3 im Elfmeterschießen.
In der ab der Saison 1981/82 eingeführten Verbandsliga Westfalen ging sie mit ihrer Mannschaft – bis zur Einführung der Regionalliga West, der ab der Saison 1985/86 ersten verbandsübergreifenden Liga im deutschen Frauenfußball – bestehend aus den Verbänden Westfalen, Niederrhein und Mittelrhein – zweimal als Westfalenmeister hervor. 1986 schied sie mit ihrer Mannschaft im Meisterschaftshalbfinale mit 1:3 im Elfmeterschießen gegen den späteren Deutschen Meister FSV Frankfurt aus. Am 28. Juni 1987 wurde sie im Finale eingesetzt, das im Siegener Leimbachstadion ausgetragen wurde. Beim 2:1-Sieg über den FSV Frankfurt avancierte sie in der 65. Minute – 24 Minuten nach ihrer Einwechslung für Christine Chaladyniak – zur Siegtorschützin.
Als Westfalenpokalsieger scheiterte sie mit ihrer Mannschaft bei den ersten drei Teilnahmen um den Vereinspokal jeweils im Achtelfinale. 1986 gewann ihre Mannschaft diesen erstmals, im Finale kam sie jedoch nicht zum Einsatz. Im DFB-Pokal-Finale am 20. Juni 1987 im Berliner Olympiastadion – als Vorspiel zum Männerfinale –  erzielte sie beim 5:2-Sieg über den STV Lövenich mit dem Treffer zum 4:1 in der 65. Minute – zwölf Minuten nach ihrer Einwechslung für Christine Chaladyniak – ebenfalls ein Tor.

## Erfolge
- Deutscher Meister 1987
- DFB-Pokal-Sieger 1986, 1987
- Meister Regionalliga West 1986, 1987
- Westfalenmeister 1976, 1978, 1979, 1982, 1983
- Westfalenpokal-Sieger 1980, 1981, 1983, 1985, 1986, 1987